# Lampides eclectus
Lampides eclectus är en fjärilsart som beskrevs av Grose-smith 1894. Lampides eclectus ingår i släktet Lampides och familjen juvelvingar. Inga underarter finns listade i Catalogue of Life.